# Cantone di Périgueux-Nord-Est
Il Cantone di Périgueux-Nord-Est era una divisione amministrativa dell'arrondissement di Périgueux.
A seguito della riforma approvata con decreto del 21 febbraio 2014, che ha avuto attuazione dopo le elezioni dipartimentali del 2015, è stato soppresso.

## Composizione
Comprendeva parte della città di Périgueux e i comuni di
- Champcevinel
- Château-l'Évêque
- Trélissac